# Polyboea vulpina
Espèce
Polyboea vulpina est une espèce d'araignées aranéomorphes de la famille des Pisauridae.

## Distribution
Cette espèce se rencontre en Birmanie, en Inde, en Thaïlande, en Malaisie et à Singapour.

## Description
Le mâle subadulte holotype mesure 10,25 mm.
Les mâles décrits par Sierwald en 1997 mesurent de 9,16 à 10,6 mm et la femelle 6,03 mm.

## Publication originale
- Thorell, 1895 : Descriptive catalogue of the spiders of Burma. London, p. 1-406 (texte intégral).